# جوزف اسمیت
جوزف اسمیت (به انگلیسی: Joseph Smith) ‏(زاده ۲۳ دسامبر ۱۸۰۵ – درگذشته ۲۷ ژوئن ۱۸۴۴) شخصیت مذهبی از ایالات متحده آمریکا و بنیان‌گذار کلیسای مورمون بود. او در سن بیست‌وچهار سالگی کتاب مورمون خود را منتشر نمود. هنگامی که ۱۴ سال بعد جان خود را از دست داد ده‌ها هزار نفر پیرو داشت و آیین و فرهنگی را پایه‌گذاری نموده بود که تا به امروز زنده مانده‌است. دین ابداعی جوزف اسمیت فرقه مورمون است. این فرقه نوپا ۱۵ میلیون پیرو در دنیا دارد.

## زندگی
در پانزده سالگیِ اسمیت، هنگامی که او به همراه خانواده در نیویورک زندگی می‌کرد، به‌دلیل فعالیت‌های زیاد کلیساهای باپتیست، رزبیتری و متودیست روشنگری‌هایی در آمریکا ایجاد شده بود، و این کلیساها سعی می‌کردند مردم بی‌شماری را به توبه و رجوع به‌سوی خدا دعوت کنند. در این حین، جوزف اسمیت به این موضوع فکر می‌کرد که به کدامیک از این خطوط فکری ملحق شود. او همواره در مورد این موضوع در حال دعا کردن بود تا اینکه روزی، بنابر ادعای خودش، دو هیبت باشکوه بر او نمایان شدند و به او امر کردند که به هیچ‌یک از این کلیساها نادرست و منحرف نپیوندد، بلکه صبر پیشه کند و در انتظار کلیسای عیسی باشد. گفته می‌شود که اسمیت به هیچ کلیسایی ملحق نشد بلکه به‌مدت ۳ سال در گناهان گوناگون زندگی سر کرد. عده‌ای از هم‌عصران او گفته‌اند که او برای رسیدن به اهدافش به جادوگری نیز رجوع کرده بود. در سال ۱۸۳۳، طرف‌داران جوزف اسمیت کشفیات نخستین رهبر خود را تحت عنوان کتاب احکام منتشر ساختند.

## نگارخانه

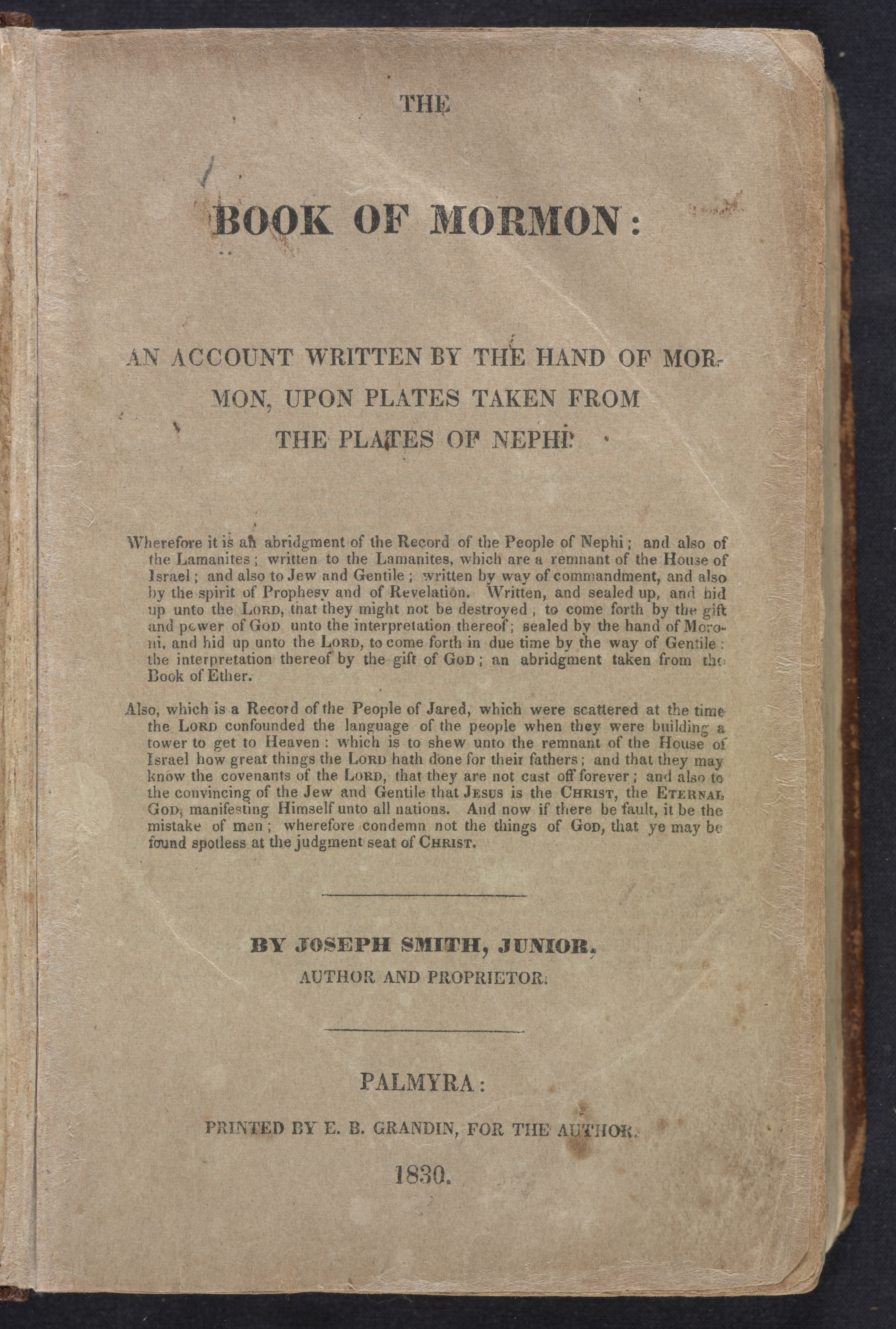
کتاب مورمون‌ها
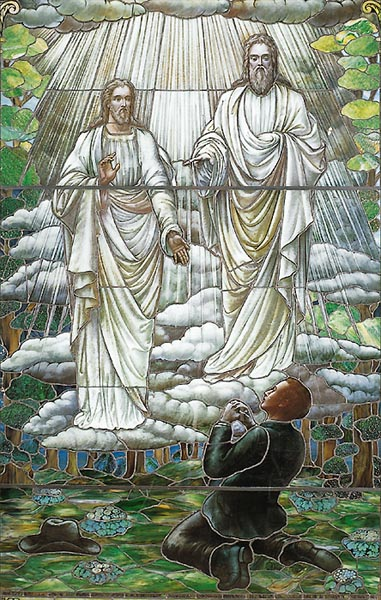
ملاقات دو مرد نورانی